# Total Film
Total Film es una revista de cine británica publicada 13 veces al año (publicada mensualmente más una edición de verano cada año desde 2004, que se publica entre la edición de julio y agosto) por Future Publishing. La revista se lanzó en 1997 y ofrece noticias, reseñas y reportajes sobre cine, DVD y Blu-ray. Total Film está disponible en ediciones impresas e interactivas para iPad.
En 2014, se anunció en línea que Total Film se fusionaría con GamesRadar+, junto con SFX, Edge y Computer and Video Games.

## Características
Cada mes, Total Film ofrece una variedad de presentaciones, desde entrevistas destacadas con actores y directores hasta la creación de piezas en el set para lanzamientos nuevos y futuros. Cada número siempre incluye la «Entrevista Total Film», que es una conversación en profundidad de seis páginas con un actor o director, junto con una crítica de su trabajo.